# シノビー
シノビーは、日本の近畿地方の広域テレビ局、読売テレビ放送（ytv・読売テレビ）のマスコットキャラクター。忍者をイメージしている。

## 概要
- 2018年4月2日に、ytv開業60周年企画の一環として、「ウキキ」に代わるytv4代目キャラクターとして誕生。さらに、忍者犬の「ニン丸」も一緒。
- ytvでは、開局60周年を機に、2019年9月1日（日曜日）から本社・演奏所の機能を第2代社屋から第3代社屋（いずれも大阪市中央区の大阪ビジネスパーク内）へ移転。移転前夜（8月31日の25:05 - 25:06）に放送された『シノビーのシーユーアゲイン!』（社屋移転の挨拶を兼ねた放送休止前のミニ番組）が、第2代社屋から放送される最後の番組になった。逆に、9月1日の5:59 - 6:00には、第3代社屋最初の番組として『おひっこシノビー!』（社屋移転の挨拶を兼ねた関西地方の天気予報）を放送している。ちなみに、2019年7月以降の放送開始映像（オープニング）には、第3代社屋をバックにシノビーの着ぐるみが局名を告げる実写映像を用いている。
- キャラクターデザインは西島大介[1]。
- 2021年には、バカリズムが作詞、Novelbrightの沖聡次郎が作曲を手掛け歌唱を同バンドのボーカル竹中雄大が行い、シノビーのテーマ曲「シノビーのうた」が制作された。同曲は、同年5月10日に配信リリースされた[2]。また同年5月以降の「おてんきシノビー」の第1部("5:12-5:13"→"5:04-5:05")BGMとして起用されている。
- 2022年、ゲーム『戦国パズル!!あにまる大合戦』にコラボキャラとして登場[3]。

## アニメ「ピノ＆シノビー」
2025年、読売テレビがイタリアのStudio Bozzettoとアニメ「ピノ＆シノビー」の共同制作を発表した。全26話で、第1 話、第2 話は2025年大阪・関西万博で世界初公開され、その後イタリアの国営放送Rai（ライ）及び読売テレビで放送される予定。
シノビーとイタリアの少年・ピノが、“日常の中の冒険”から様々な発見をするストーリー。二人がそれぞれの個性を生かし、異文化を理解し、交流を深めるという。

## プロフィール
- 大阪城近辺に住んでいる忍者の末裔。忍者見習いで忍術もまだまだ未熟。
- 忍者であるが、かなり目立ちたがりな性格である。
- イケメンに憧れていてイケメンが大好きな少年忍者。その辺の情報には物凄く詳しい。イケメンの事になると熱く語る。
- 手裏剣投げは苦手。絵を描くことも字を書くことも下手。
- 好きな食べ物はグミとおにぎり。かぶっている頭巾は絶対に取られたくないとのこと。
- 一部のアイドルグループのメンバーやタレントをあだ名で呼んでいる[5]。
- ytvの社忍として毎日頑張っている。
- 推しは井家照忍（いけてるしのぶ）様。
- 彼の冠番組のミニ番組『シノビーとおさんぽ』がある。内容としては、読売テレビ制作のローカル番組や「24時間テレビ」のローカル枠、「ベストヒット歌謡祭」や「超プロ野球 ULTRA」といった読売テレビ制作の全国ネットの番組、もしくは「木曜ドラマ」や「日曜ドラマ」の読売テレビ制作分、「名探偵コナンシリーズ」など、日本テレビが制作委員会に参加している映画の出演者に彼が会いに行く映像や、彼が関西各地に赴く映像、彼のグッズ紹介が流れる。月曜日から水曜日までのDayDay.内と月曜日の夜に放送されている。また、週末深夜に放送の「シノビーとよふかし」でも平日に放送された内容と同じ内容、もしくは別内容の[6]映像が流れる[7]。